# Дзюэй
Дзюэй (яп. 寿永 дзюэй, Долгая Жизнь) — девиз правления (нэнго) японского императора Антоку, использовавшийся с 1182 по 1184 год .
В течение этой эры продолжалась война Тайра и Минамото (1180—1185). В сложившейся ситуации двоевластия, в стране соседствовало сразу две системы летосчисления. Род Минамото не признавал нэнго Ёва и Дзюэй и в 1177—1184 отсчитывал годы Дзисё, а с 1184 объявил нэнго Гэнряку. Согласно календарю дома Тайра, эра Дзюэй продолжалась в 1182—1185 годах, вплоть до окончания войны.

## Продолжительность
Начало и конец эры:
- 27-й день 5-й луны 2-го года Ёва (по юлианскому календарю — 29 июня 1182);
- 16-й день 4-й луны 3-го года Дзюэй (по юлианскому календарю — 27 мая 1184).

## Происхождение
Название нэнго было заимствовано из классического древнекитайского сочинения Ши цзин:「以介眉寿永言保之、思皇多祐」.

## События
даты по юлианскому календарю
- 1182 год (1-й год Дзюэй) — в стране продолжается голод;
- 14 августа 1183 года (25-й день 7-й луны 2-го года Дзюэй) — род Тайра покинул столицу с императором Антоку и Тремя священными сокровищами[7];
- 8 сентября 1183 года (20-й день 8-й луны 2-го года Дзюэй) — после бегства из столицы императора Антоку, император-инок Го-Сиракава издал указ о передаче власти его младшему брату. Через некоторое время на престол взошёл новый император Го-Тоба[8]; в «Повести о доме Тайра» по этому поводу замечено: «Хотя и сказано, что не светят в небе два солнца, а в стране не бывает двух государей, теперь, из-за неправедных Деяний Тайра, появилось два императора — один в столице, другой — на окраине, в захолустье»[9];
- 1184 год (2-я луна 3-го года Дзюэй) — император-инок Го-Сиракава отправил письмо роду Тайра с требованием вернуть Три священных сокровища[10]:

  Господину дайнагону Токитаде Тайра.

   Прошло уже несколько лет с тех пор, как император, наш верховный владыка, покинул свои чертоги и, к великому горю всего царствующего дома и на погибель всей стране, скитается в далеких краях и землях, а три священные сокровища, императорские регалии, погребены в захолустной глуши на острове Сикоку, у южных морей.

   Князь Сигэхира — величайший преступник, предавший сожжению Великий Восточный храм, Тодайдзи: по настоянию властителя Камакуры Ёритомо он безусловно подлежит смертной казни. Разлученный со всеми своими родичами, он уже пленник.

   Как птица в клетке тоскует о небесах, так тоскует он о далеком острове Сикоку, за тысячи ри от столицы лежащем; как дикий гусь, отставший от стаи по пути в родные края, так стремится он к вам, в заоблачную даль, за многослойные тучи. А посему объявляем: если вы возвратите три священные регалии, князя Сигэхиру помилуем. Таков наш августейший указ.

   Дано в четырнадцатый день третьей луны 3-го года Дзюэй.

   Записал: Главный кравчий Наритада

## Сравнительная таблица
Ниже представлена таблица соответствия японского традиционного и европейского летосчисления. В скобках к номеру года японской эры указано название соответствующего года из 60-летнего цикла китайской системы гань-чжи. Японские месяцы традиционно названы лунами.
| 1-й год Дзюэй (Водяной Тигр)      | 1-я луна        | 2-я луна*  | 3-я луна  | 4-я луна* | 5-я луна  | 6-я луна* | 7-я луна  | 8-я луна   | 9-я луна*   | 10-я луна  | 11-я луна*              | 12-я луна     |                |
| 6-й год Дзисё                     | 1-я луна        | 2-я луна*  | 3-я луна  | 4-я луна* | 5-я луна  | 6-я луна* | 7-я луна  | 8-я луна   | 9-я луна*   | 10-я луна  | 11-я луна*              | 12-я луна     |                |
| --------------------------------- | --------------- | ---------- | --------- | --------- | --------- | --------- | --------- | ---------- | ----------- | ---------- | ----------------------- | ------------- | -------------- |
| Юлианский календарь               | 5 февраля 1182  | 7 марта    | 5 апреля  | 5 мая     | 3 июня    | 3 июля    | 1 августа | 31 августа | 30 сентября | 29 октября | 28 ноября               | 27 декабря    |                |
| 2-й год Дзюэй (Водяной Кролик)    | 1-я луна*       | 2-я луна   | 3-я луна* | 4-я луна* | 5-я луна  | 6-я луна* | 7-я луна  | 8-я луна   | 9-я луна*   | 10-я луна  | 10-я луна* (високосная) | 11-я луна     | 12-я луна      |
| 7-й год Дзисё                     | 1-я луна*       | 2-я луна   | 3-я луна* | 4-я луна* | 5-я луна  | 6-я луна* | 7-я луна  | 8-я луна   | 9-я луна*   | 10-я луна  | 10-я луна* (високосная) | 11-я луна     | 12-я луна      |
| Юлианский календарь               | 26 января 1183  | 24 февраля | 26 марта  | 24 апреля | 23 мая    | 22 июня   | 21 июля   | 20 августа | 19 сентября | 18 октября | 17 ноября               | 16 декабря    | 15 января 1184 |
| 3-й год Дзюэй (Деревянный Дракон) | 1-я луна*       | 2-я луна   | 3-я луна* | 4-я луна* | 5-я луна  | 6-я луна* | 7-я луна  | 8-я луна   | 9-я луна*   | 10-я луна  | 11-я луна               | 12-я луна*    |                |
| 8-й год Дзисё                     | 1-я луна*       | 2-я луна   | 3-я луна* | 4-я луна* | 5-я луна  | 6-я луна* | 7-я луна  | 8-я луна   | 9-я луна*   | 10-я луна  | 11-я луна               | 12-я луна*    |                |
| Юлианский календарь               | 14 февраля 1184 | 14 марта   | 13 апреля | 12 мая    | 10 июня   | 10 июля   | 8 августа | 7 сентября | 7 октября   | 5 ноября   | 5 декабря               | 4 января 1185 |                |
| 3-й год Дзюэй (Деревянный Дракон) | 1-я луна*       | 2-я луна   | 3-я луна* | 4-я луна* | 5-я луна  | 6-я луна* | 7-я луна  | 8-я луна   | 9-я луна*   | 10-я луна  | 11-я луна               | 12-я луна*    |                |
| 1-й год Гэнряку                   | 1-я луна*       | 2-я луна   | 3-я луна* | 4-я луна* | 5-я луна  | 6-я луна* | 7-я луна  | 8-я луна   | 9-я луна*   | 10-я луна  | 11-я луна               | 12-я луна*    |                |
| Юлианский календарь               | 14 февраля 1184 | 14 марта   | 13 апреля | 12 мая    | 10 июня   | 10 июля   | 8 августа | 7 сентября | 7 октября   | 5 ноября   | 5 декабря               | 4 января 1185 |                |
| 4-й год Дзюэй (Деревянная Змея)   | 1-я луна        | 2-я луна*  | 3-я луна  | 4-я луна* | 5-я луна* | 6-я луна  | 7-я луна* | 8-я луна   | 9-я луна*   | 10-я луна  | 11-я луна               | 12-я луна     |                |
| 2-й год Гэнряку                   | 1-я луна        | 2-я луна*  | 3-я луна  | 4-я луна* | 5-я луна* | 6-я луна  | 7-я луна* | 8-я луна   | 9-я луна*   | 10-я луна  | 11-я луна               | 12-я луна     |                |
| Юлианский календарь               | 2 февраля 1185  | 4 марта    | 2 апреля  | 2 мая     | 31 мая    | 29 июня   | 29 июля   | 27 августа | 26 сентября | 25 октября | 24 ноября               | 24 декабря    |                |

* звёздочкой отмечены короткие месяцы (луны) продолжительностью 29 дней. Остальные месяцы длятся 30 дней.